# Staatliche Filmdokumentation
Die Staatliche Filmdokumentation (SFD) war eine Arbeitsgruppe am Staatlichen Filmarchiv der DDR von 1971 bis 1986. Sie drehte über 300 Dokumentarfilme, die allerdings für das Archiv gedacht waren und in der Öffentlichkeit in der Regel nicht gezeigt wurden. Die Filme  konnten einen relativ ungeschminkten und unzensierten Blick auf den realen DDR-Alltag zeigen. Alle Filme sind inzwischen in digitalisierter Form im Bundesarchiv ansehbar.

## Geschichte
Die Idee eines „Regierungsfilmarchivs“ gab es bereits seit der Zeit der Gründung der DDR im Jahre 1949, ihre Verwirklichung scheiterte jedoch lange Zeit an der fehlenden Finanzierung.
1969 wurde eine Redaktion für staatliche Filmdokumentation Zeit- und Personengeschichte der DDR beim staatlichen Filmarchiv in Berlin gegründet, die 1970 in eine Gruppe umgewandelt wurde. Nach der Übernahme des Filmstudios von der aufgelösten Akademie für marxistisch-leninistische Organisationswissenschaft (AMLO) mit Technik (16-mm-Aufnahmen) und Personal 1971 konnten die ersten Filme im selben Jahr gedreht werden. Seit 1972 war die offizielle Bezeichnung Staatliche Filmdokumentation der DDR, bald danach Staatliche Filmdokumentation. Ihre Aufgabe war es vor allem, Zeitdokumente für das Archiv herzustellen, die nicht öffentlich gezeigt werden sollten. Zuerst wurden vor allem Personen-Dokumentationen erstellt und in geringerem Umfang Sach-Dokumentationen, später nahm deren Anzahl zu.
Die genauen Aufgabenstellungen blieben aber vage, die Hauptverwaltung Film beim Kulturministerium konnte mit deren Tätigkeiten wenig anfangen und stand ihr eher skeptisch gegenüber.
Mehrmals drohte eine Auflösung, so auch Anfang 1979.
Im Oktober 1979 wurden erstmals einige Filme der Staatliche Filmdokumentation  öffentlich beim Dokumentar- und Kurzfilmfestival in Neubrandenburg gezeigt, bei einer anschließenden Diskussion gab es allerdings Verwunderung bei einigen Filmstudenten und Zuschauern, dass es in der DDR möglich sei, solche offenen Filme zu drehen. Danach zog sich die Staatliche Filmdokumentation wieder vollständig aus der Öffentlichkeitswahrnehmung zurück, von 1980 ist die letzte Erwähnung in der Tagespresse bekannt.
1986 wurde die Staatliche Filmdokumentation wegen finanzieller, struktureller und personeller Probleme aufgelöst, deren gesamte Technik und ein Teil der technischen Mitarbeiter wurden von der Produktionsgruppe Chronik des DEFA-Studios für Dokumentarfilme übernommen, welche die Dokumentationen nun nur noch für kulturpolitische Zwecke bis 1990 fortsetzte. Danach wurde auch diese mangels weiterer Finanzierung aufgelöst.

## Themen
In den Dokumentationen  gab es viele Porträtdarstellungen über SED-Funktionäre, Wissenschaftler und verdiente Künstler der DDR, die mehr als Hälfte aller Filme  ausmachten. Diese waren  sehr subjektiv gehalten, das heißt, die Befragten berichteten aus ihrem Leben ohne viele Zwischenfragen oder gar kritische Interventionen.
Daneben gab es viele  Darstellungen von Straßen, Plätzen und einzelnen Gebäuden, vor allem im nördlichen Teil von Berlin-Mitte, im ehemaligen Scheunenviertel, in dem noch Altbaubestand vorhanden war, dessen Abriss geplant war, und der deshalb vorher dokumentiert werden sollte  (Berlin-Totale)
Dazu kamen verschiedene weitere Themengruppen, wie Wohnen, Gesundheit, Alter, Gartenanlagen,  Straßenbahnen, die Müllabfuhr, und mehr.
Die Filme waren ausschließlich als Dokumentationen für das Archiv  gedacht und nicht für öffentliche Aufführungen, deshalb entfielen eine formale Zensur und Einschränkungen weitgehend.
Viele Filme bieten so verhältnismäßig unverstellte Einblicke in die DDR-Realität und die Einstellungen der Menschen.
Einige zeigen offen  die Defizite des Alltags, wie das Leben in abrissreifen Altbauten, Arbeitsszenen im Straßenbau, oder die schwierige Situation der freiberuflichen Puppenspieler. Besonders die Redakteurin Veronika Otten ließ die Menschen sehr offen reden und provozierte sogar in einigen Situationen kritische Aussagen, zum Beispiel mit der Suggestivfrage "Früher war doch die Versorgung besser, oder?"  Es gab auch Filme  aus dem kirchlichen Bereich, was ansonsten bei Dokumentarfilmen in der DDR nicht üblich war. 
Die Aufnahmen entstanden fast ausschließlich in Berlin-Mitte. Ein Grund dafür war wohl auch das begrenzte Benzin-Kontingent von 70 Liter pro Monat.

## Strukturen

### Übersicht
Die Staatliche Filmdokumentation war eine Arbeitsgruppe innerhalb des Filmarchivs der DDR (1971 bis 1986). Sie wurde von diesem finanziert, auch die letzten Entscheidungen über die Umsetzung der Filme wurde dort getroffen, die Staatliche Filmdokumentation konnte aber Vorschläge machen und die Gestaltung entscheidend mitbestimmen.
Seit 1986 gehörte die umstrukturierte Produktionsgruppe Chronik zum DEFA-Studio für Dokumentarfilme.

### Mitarbeiter
In den ersten Jahren gab es etwa 10 Mitarbeiter. 
Seit etwa 1980 wurden die Filme vermehrt durch freiberufliche Mitarbeiter umgesetzt.
Leiter
Die Leiter der Staatlichen Filmdokumentation (1971–1986) und der Produktionsgruppe Chronik (1986–1990) waren
- Bernhard Musall (1970–1971)
- Klaus-Detlef Bausdorf (1972–1977)
- Karl-Heinz Wegner (1978–1.1981)
- Dr. Peter Glaß (4.1981–10.1985)
- Roland Worrel (vorher Kameramann; 11.1985–12.1986)
- Detlef Ruß (1987–1990)

Redakteure
Die Redakteure waren für die inhaltliche Gestaltung der Filme verantwortlich, leiteten die Aufnahmen und führten gegebenenfalls Interviews. Sie entsprachen damit Dokumentarfilmregisseuren.
- Gerd Barz, 1971–1984
- Dieter Harms, 1971–1984
- Veronika Otten, 1971–1982
- Monika Reck, 1978/79–1986
- Martina Liebnitz, 1984, 3 Filme
- Thomas Heise, 1984–1985, 2 Filme (Das Haus, Volkspolizei), vorher abgebrochenes Regiestudium

Hauptproduktionsleiter
- Sabine Lenkeit, 1986–1987
- Joachim Heilmann, 1988

Kaneraleute
- Roland Worel, über 100 Filme
- Peter Badel, 1984–1985 2 Filme mit Thomas Heise

### Adressen
- Berlin, Hausvogteiplatz 3–4 (1970–1971)
- Berlin, Otto-Nuschke-Str. 29 (1971–1974)
- Berlin, Rosenthaler Str. 72a (ehem. Kobold-Film) (1975–1986)
- Berlin, Otto-Nuschke-Str. 32 (1986–1990)

## Wiederentdeckung der Filme
Die Filme der Staatlichen Filmdokumentation lagerten nach  1990 relativ unbeachtet im DDR-Filmarchiv, das dann in das Bundesarchiv überführt wurde.
Um 2012 entdeckte der Filmregisseur Thomas Eichberg die Rollen zufällig.
Seit 2013 wurde deren Erschließung im Rahmen  eines  Forschungsprojekts des Institutes für Zeitgeschichte (Forschungsabteilung Berlin) mit dem Bundesarchiv-Filmarchiv unter der Leitung von Dr. Anne Barnert durchgefühtt.
Dazu gehörte auch die Restaurierung und Digitalisierung des 16-mm-Materials mit  Förderung der Bundesstiftung zur Aufarbeitung der SED-Diktatur.
2015 wurde ein umfangreicher Forschungsbericht vorgelegt.
In diesem Jahr zeigten  Thomas Eichberg und Holger Metzner den Dokumentarfilm „Der heimliche Blick – Wie die DDR sich selbst beobachtet“, in  dem sie  Ausschnitte aus einigen der Filme zeigten und Beteiligte zu den Hintergründen befragten. Dieser  löste ein breites Interesse in vielen Zeitungen aus.
Seit 2014 wurden einige der Filmdokumentationen  öffentlich gezeigt, vor allem im Zeughauskino Berlin, einer bisher auch 2021 beim Dokumentarfilmfestival in Leipzig.

## Filme (Auswahl)
Es sind inzwischen alle etwa 310 bekannten Filme der Öffentlichkeit zugänglich gemacht worden. 
Zu den interessantesten gehören  Berlin-Milieu. Ackerstraße (1973) mit Ansichten der Ost-Berliner Grenzanlagen, Berlin-Totale: Almstadtstraße (1979) über die jüdische Geschichte im Scheunenviertel, sowie Das Haus (1984) und Volkspolizei (1985) von Thomas Heise, mit unmittelbaren Einblicken in den Alltag von DDR-Behörden. Alle Filme sind schwarzweiß und im 16-mm-Format.
| Jahr | Titel                                        | Redaktion        | Sonstiges |
| ---- | -------------------------------------------- | ---------------- | --- |
| 1973 | Berlin-Milieu: Ackerstraße 1973              | Veronika Otten   | 82 Minuten, 1979 bei Kurzfilmfestival in Neubrandenburg, dann wieder seit 2014 mehrere Aufführungen, 2017 bei IFFF Dortmund |
| 1973 | Berlin-Totale: Wochenmarkt in Pankow         | Gerd Barz        | |
| 1973 | Berlin-Totale: Der letzte O-Bus              | Dieter Harms     | |
| 1974 | Menschen, Bauten, Kunst                      | Veronika Otten   | |
| 1976 | Berlin-Totale: Steinstraße                   | Veronika Otten   | |
| 1978 | Berlin-Totale: Hausmüll                      | Dieter Harms     | über den Arbeitsalltag eines Müllautos im Prenzlauer Berg                                                                   |
| 1979 | Berlin-Totale: Mulackstraße                  | Veronika Otten   | |
| 1979 | Berlin-Totale: Sophienstraße                 | Veronika Otten   | |
| 1979 | Berlin-Totale: Räumung eines Häuserkomplexes | Gerd Barz        | |
| 1979 | Berlin-Totale: Almstadtstraße                | Veronika Otten   | seit 2021 mehrere Aufführungen                                                                                              |
| 1979 | Berlin-Totale: Auguststraße                  | Veronika Otten   | |
| 1983 | Wohnungsprobleme                             | Gerd Barz        | zwei Teile, über schlechte Wohnungen in Berlin, bei IFFF Dortmund                                                           |
| 1984 | Zweimal Leben                                | Martina Liebnitz | 68 Minuten, 2019 bei Frauenfilmfestival in Dortmund                                                                         |
| 1984 | Das Haus / 1984                              | Thomas Heise     | im Berolinahaus am Alexanderplatz, 2001 bei Duisburger Filmwoche                                                            |
| 1985 | Volkspolizei / 1985                          | Thomas Heise     | 2001 bei Duisburger Filmwoche                                                                                               |

- 2015 Thomas Eichberg, Holger Metzner: „Der heimliche Blick – Wie die DDR sich selbst beobachtet.“, mit interessanten Ausschnitten aus einigen Filmen und Gesprächen mit Beteiligten der Wiederentdeckung[18]